# Patria y Libertad
A Frente Nacionalista Patria y Libertad ou apenas Patria y Libertad, PyL) foi uma organização política nacionalista e autoritária, paramilitar e terrorista, de orientação política de extrema-direita e neofascista que existiu no Chile, entre 1970 e 1973, e que se constituiu num dos principais braços de apoio do golpe de estado de Augusto Pinochet, de 1973. Após o golpe militar, a Patria Y Libertad foi oficialmente dissolvida, mas muitos de seus ex-membros passaram a integrar os organismos secretos da repressão política pinocehtista, e se tornaram os primeiros membros civis da DINA.
O grupo Patria y Libertad foi fundado por Pablo Rodríguez Grez em 1970, tendo como seu chefe militar Roberto Thieme, exmarido de Lucía Pinochet, a filha mais velha de Pinochet, e tornou-se clandestino durante o período  da presidência constitucional de Salvador Allende (1970-73) após ter ajudado a organizar El Tanquetazo, de 29 de junho de 1973, a primeira tentativa, fracassada de golpe.  Após El Tanquetazo os mais altos dirigentes de Patria y Libertad se exilaram. Foi oficialmente dissolvido no dia seguinte ao golpe de estado, em 12 de setembro de 1973.

## Ligações com militares chilenos
O primeiro ato terrorista praticado por elementos ligados à Patria y Libertad foi o brutal assassinato, ocorrido em meio a uma tentativa de sequestro desastrada, do Comandante-em Chefe das Forças Armadas do Chile, o general constitucionalista René Schneider, em 1970, por ocasião da eleição de Allende para presidente.
A primeira parceira formal do Patria y Libertad com os militares chilenos se deu em meados de 1973, quando a organização se aliou a um setor do exército que ocupava altos postos através do Chile, num projeto - fracassado - que pretendia tomar de assalto o Palácio de La Moneda e derrubar o governo, na operação que ficou conhecida como El Tanquetazo, realizada em 29 de junho de 1973. A inteligência do exército, então comandado pelo general constitucionalista Carlos Prats, detectou a tentativa de golpe e ele teve que ser abortado, não sem antes alguns tanques terem saído às ruas e se dirigido a La Moneda.

## Operações de terrorismo e de sabotagem
Como o governo de Allende conseguiu, graças a um heróico empenho das organizações operárias chilenas que o apoiavam, sobreviver aos efeitos da greve geral de proprietários de caminhões de outubro de 1972, demonstrando como era difícil paralisar o país, um setor rebelde da Marinha chilena decidiu iniciar uma série de atentados e sabotagens para desorganizar o fluxo de combustíveis e o sistema de fornecimento de energia elétrica, e destruir algumas pontes e oleodutos. Para isso solicitou a  colaboração do Patria y Libertad, encarregando um ex-comandante da Marinha chilena, treinado nos Estados Unidos, chamado Vicente Gutiérrez, codinome Javier Palacios, de coordenar as operações. Patria y Libertad contratou "Palacios" no início de 1973, para treinar suas brigadas terroristas.

### Primeiros atos terroristas
O primeiro ato terrorista da Patria y Libertad, perpretrado em parceria com oficiais sediciosos da marinha chilena, chamou-se "La noche de las mangueras largas" e ocorreu precisamente no horário em que foi assassinado o ajudante-de-ordens de Allende, o Capitão-de-Mar-e-Guerra Arturo Araya. A "operação" terrorista consistiu em cortarem-se todas as mangueiras de abastecimento dos principais postos de gasolina de Santiago. Depois foram atacados os oleodutos de Concón e Concepcion, sempre com orientação técnica de setores golpistas da marinha chilena, que orientavam as ações terroristas, mas delas não participavam diretamente. Torres estratégicas de alta tensão foram explodidas quando Allende fazia um pronunciamento em cadeia nacional de rádio e TV, provocando um enorme apagão no Chile, que se estendeu desde La Serena até Puerto Montt.